# برند آیزنفیلد
برند آیزنفیلد(آلمانی: Bernd Eisenfeld؛ ۱۹ ژانویه ۱۹۴۱ _ ۱۲ ژوئن ۲۰۱۰)
تاریخ‌نگار و نویسنده اهل آلمان بود.
او از سال ۱۹۸۵ در مؤسسه Whole German کار می‌کرد.